# Вятский Увал
Вятский Увал (луговомар. Виче Арка) — возвышенность в Республике Марий Эл и Кировской области России. Высшая точка 284 м - гора Чукша. Вятский Увал вытянут почти меридионально. Пересекается долиной реки Вятка.
Сложен доломитами, известняками и гипсами. Широко развиты карстовые явления: карстовые воронки и «слепые» карстовые долины, поэтому большинство озёр (Яльчик, Глухое, Таир, Сайвер, Зрыв и т. д.) имеют карстовое происхождение.
Из полезных ископаемых — в северной части запасы горючих сланцев и железной руды.
Почвы преимущественно суглинистые дерново-подзолистые, а также самые северные в стране серые лесные почвы.
Леса из сосны, ели и пихты с примесью берёзы, осины, липы, клёна и дуба.
С 1875 по 1877 год в этом районе работала экспедиция под руководством геолога Петра Ивановича Кротова, который на основании своих геологических исследований и топографических съёмок сумел очертить границы возвышенности.